# أوفتاس سبور
نادي اوفتاس سبور هو نادٍ رياضي تركي تأسس عام 1923 ويلعب في الدوري التركي الدرجة الأولى.

## وصلات خارجية
- (بالتركية) الموقع الرسمي